# Codone di stop
Il codone di stop, detto anche codone di terminazione o codone non senso, è una tripletta di basi che non codifica per nessun amminoacido (DNA non codificante) e che blocca quindi la traduzione del filamento di m-RNA (RNA messaggero) in una catena polipeptidica.
Tre codoni causano la terminazione della sintesi proteica. I nomi usati per indicarli hanno origine storica, a seconda delle circostanze in cui è avvenuta la loro scoperta e più precisamente: UAG o "codone Ambra", UAA o "codone Ocra", e UGA o "codone Opale". Il codone "Ambra" è stato chiamato così in onore di Harris Bernstein che lo ha scoperto ed il cui cognome significa ambra in tedesco. Gli altri due codoni di terminazione sono stati chiamati in modo da rimanere nel tema dei colori (rispettivamente ocra e opale).
In presenza di particolari segmenti di RNA, il codone UGA ed il codone UAG possono codificare rispettivamente la selenocisteina, il ventunesimo amminoacido conosciuto, e la pirrolisina, il ventiduesimo.